# Tripi
Tripi is een gemeente in de Italiaanse provincie Messina (regio Sicilië) en telt 1008 inwoners (31-12-2004). De oppervlakte bedraagt 54,4 km², de bevolkingsdichtheid is 19 inwoners per km².
De volgende frazioni maken deel uit van de gemeente: Campogrande, Casale, San Cono.

## Demografie
Tripi telt ongeveer 504 huishoudens. Het aantal inwoners daalde in de periode 1991-2001 met 14,8% volgens cijfers uit de tienjaarlijkse volkstellingen van ISTAT.
| Jaar | Inwoneraantal |
| ---- | ------------- |
| 1991 | 1225          |
| 2001 | 1044          |

## Geografie
De gemeente ligt op ongeveer 450 m boven zeeniveau.
Tripi grenst aan de volgende gemeenten: Basicò, Falcone, Francavilla di Sicilia, Furnari, Mazzarrà Sant'Andrea, Montalbano Elicona, Novara di Sicilia.